# Солома

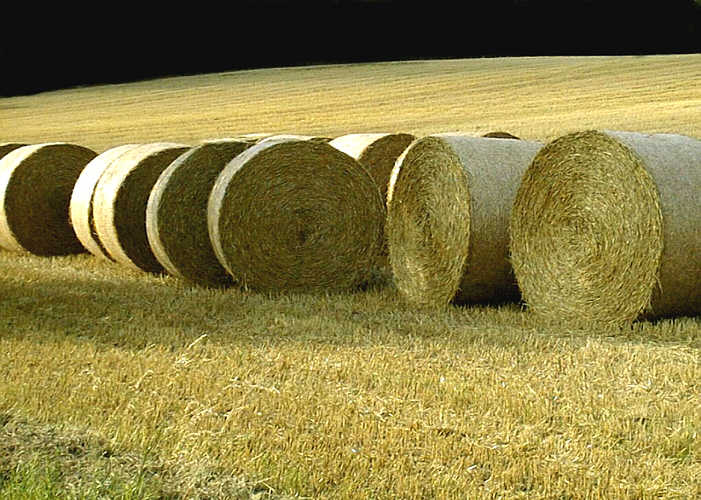
Тюки соломи зібрані автоматизованим способом після здирання колосків

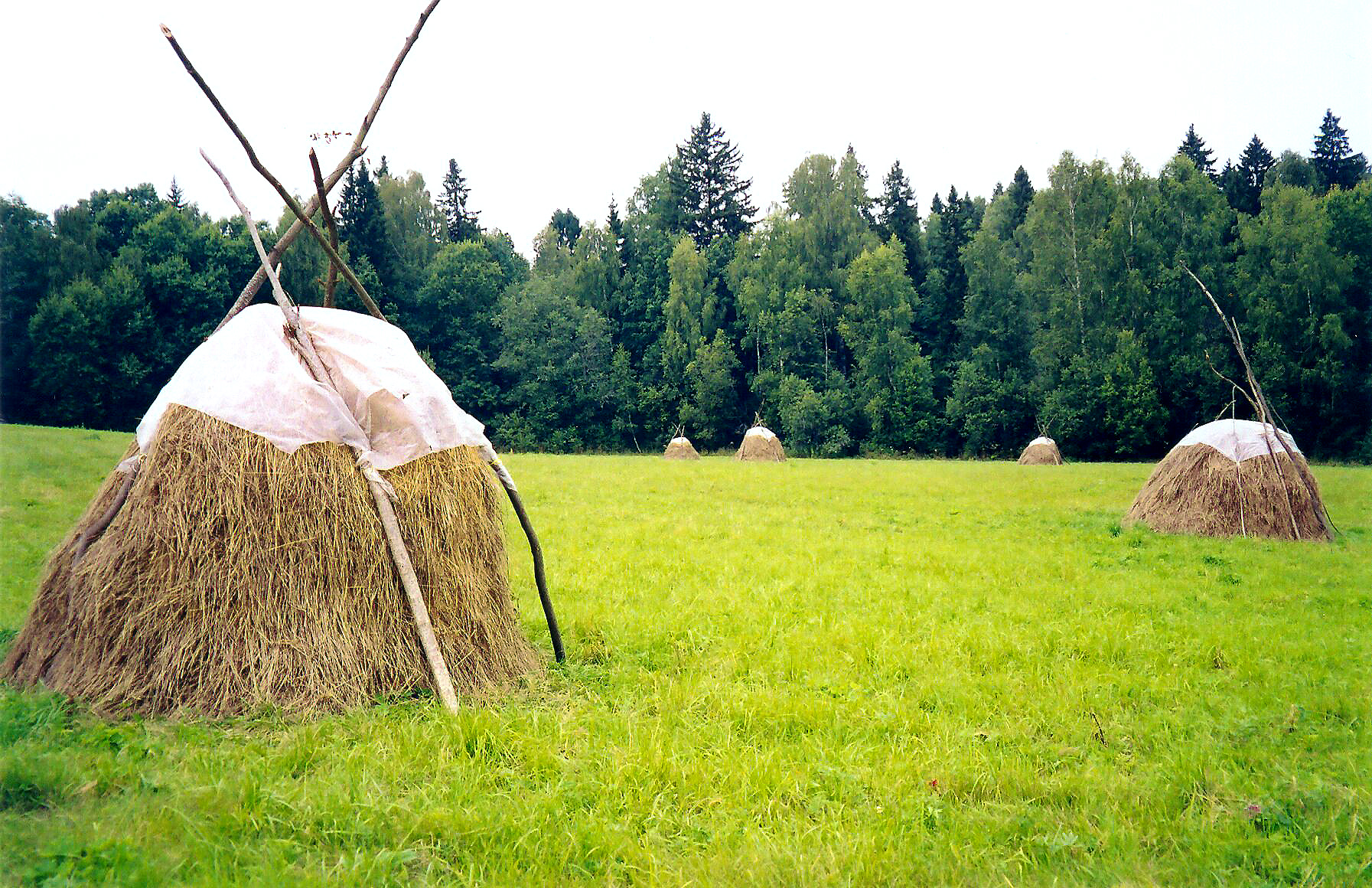
Скирта соломи, зібрана вручну. Всередині може використовуватись паля, для запобігання здуванню соломи вітром

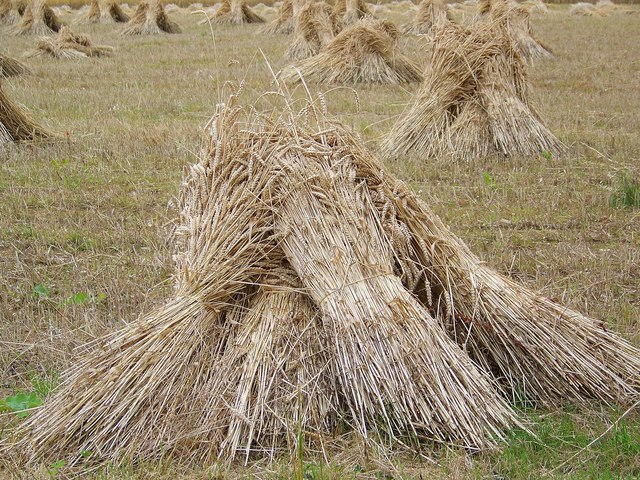
Ще один з ручних шляхів заготівлі соломи — залишки від снопів, снопи використовували для утримування руками зернових при оббиванні зерна.

Соло́ма — сільськогосподарські відходи зі стебел зернових рослин. Рідше соломою називають стебла бобових, а також кукурудзи. Утворюється при обмолоті зернових, разом з іншими відходами — половою і відвійками. Дрібно побиту при цьому солому називають збоїнами.
Солому використовують у тваринництві як підстилку для тварин, як добавку до раціону тварин, а також для виготовлення будівельного лампачу і як енергетичну сировину.

## Класифікація
Розрізняють озиму і ярову солому, злакову і бобову, а за видами рослин — пшеничну, житню, ячмінну, лляну, конопляну та ін.
Дрібно нарізану солому називають січкою, перетерту — потертю (діал. трина), перепріла солома в діалектах знана як мерва, а пряма, нем'ята — як правиця. Дрібна солома після обтрушування околоту називалася трясени́ця.

## Склад
Хімічний склад соломи залежить від виду рослин, клімату, способів збирання, обмолоту, зберігання та ін. чинників. В соломі 35—45 % клітковини та ін. складних важкоперетравлюваних вуглеводів, 2—6 % протеїну (в бобовій 4—9 %), 1,2—2 % жиру, 4—7 % золи. В 100 кг просяної соломи близько 40 кормових одиниць і 2,3 кг перетравлюваного протеїну, в ячмінній — 33 кормові одиниці і 1,3 кг перетравлюваного протеїну. В яровій соломі більше протеїну, менше клітковини, корисність її більша ніж озимої.

## Використовування

### Солома у тваринництві
У тваринництві солому використовують як для годування тварин, так і для підстилок у хлівах. Як корм солому використовують необробленою, січеною (січка), запареною чи силосованою.
Для ефективнішого засвоювання солома може заготовлюватись у вигляді гранул із використанням соломорізки (колись ручної, нині механізованої) та різноманітних грануляторів.
Кінцевим продуктом із подріблення соломи є також мульча, яку можна використовувати для підсипки домашнім рослинам (мульчування), отримання паливного матеріалу, приготування субстрату для вирощування овочевих культур, добавки в субстрат при приготуванні перегною, створення підгодівлі для домашніх тварин, а також рослин.

### Солома як будівельний матеріал

#### Покрівля
Здавна солому використовують для влаштування покрівлі. Солом'яні дахи (стріхи) мають високі теплоізолювальні характеристики, хоча й поступаються у водостійкості іншим матеріалам.

#### Глинобитне будівництво
Солому використовують і як наповнювач розчину в глинянобитному будівництві. Словом «саман», яке в тюркських мовах означає «солома», в українській називають цеглу-сирець з солом'яною добавкою. Крім того, застосовують й інші техніки: змішаною з соломою і гноєм глиною обмазують плетені стіні чи складають стіни з окремих глиняно-солом'яних вальків.

#### Солом'яні панелі
Перші будинки, побудовані з пресованої соломи, з'явились в США, штат Небраска, у ХІХ-ХХст. Згодом технологія солом'яного будівництва поширилась на країни Європи: будинки з соломи почали з'являтись у Англії, Франції, Швеції, Німеччині та ін.
Роль соломи як будівельного матеріалу полягає в тому, що вона міцно запресовується в дерев'яний каркас, і цим самим стає наповнювачем і утеплювачем стін.
Через те, що солома має низьку теплопровідність, в будинках з соломи тепло зимою і досить прохолодно літом, такі будинкі дешеві в обслуговуванні та дуже екологічні.
На сьогодні технологія будівництва будинків з солом'яних панелей активно розвивається і в Україні.

### Солома як паливо
Наразі в світі накопичений достатньо великий досвід з використання рослинних відходів сільськогосподарського виробництва, насамперед соломи, в енергетичних цілях. Визнаним лідером цього сектору біоенергетики є Данія, де з щорічно утворюваних ~6 млн т соломи близько 1,5 млн т спалюються для виробництва енергії (~17 ПДж/рік). Перші котли на малих тюках соломи почали випускатися й впроваджуватися в країні ще у 1970-х роках після першої нафтової кризи. Пізніше з'явилися котли для великих й круглих тюків. Впровадження котлів з високим ККД й низьким рівнем викидів шкідливих речовин стимулювалося державною субсидією. Вона була уведена Данським Енергетичним Агентством у 1995 р. для котлів потужністю до 200—400 кВт і діяла більше 10 років. За рахунок субсидії власнику котла відшкодовувалося до 30 % його вартості, якщо ККД котла й рівень емісії забруднюючих речовин відповідали певним нормам.
На сьогодні в Данії працює більше 10 тис. фермерських котлів на соломі (0,1-1,0 МВт) та близько 55 котельних в системі централізованого теплопостачання (0,5-12 МВт). Крім того, 8 ТЕЦ (2-28 МВте) й 4 електростанції разом із соломою використовують деревну тріску, ТПВ або викопні палива (вугілля, природний газ). Найбільшою за обсягом споживання соломи (170 тис. т/рік) є електростанція Fyn 35 МВте [13, 63, 64]. Солома, головним чином, великі тюки, доставляється на ТЕС вантажівками з причепом, радіус постачання — 20-160 км. Зола від спалювання соломи передається компанії, що виробляє органічні добрива, або фермерам для розсіювання на полях. Невикористаний залишок золи вивозиться на звалища [81].
У Великій Британії (Ely) працює одна з найпотужніших в світі електростанцій на соломі — 38 МВте. Солома зернових культур, об'ємом близько 200 тис. т/рік, є основним паливом цієї ТЕС. До 10 % загального обсягу палива складають також інші види біомаси та природний газ [42]. Заплановано спорудження другої ТЕС на соломі потужністю 40 МВте. Електростанція буде працювати по данській технології і має бути запущена в експлуатацію на початку 2016 року [62].
Принаймні дві електростанції на соломі експлуатується в Іспанії. Перша, потужністю 25 МВте (Sangüesa), споживає 160 тис. т/рік соломи, що поставляється місцевими фермерами з радіусу 75 км. Золу від спалювання соломи використовують для виробництва органічного добрива. Для другої ТЕС 16 МВте (Bivriesca) 17 спеціалізованих компаній постачають 102 тис. т соломи на рік. Впровадження цієї електростанції призвело до створення 100 постійних нових робочих місць [42, 65, 68]. Відомо, що компанія Acciona Energía (Іспанія), яка впровадила ці дві ТЕС, має довгострокові плани по будівництву ще 7 електростанцій по всій країні [81].
У Польщі використання соломи для виробництва енергії розпочали ще у 1990-х роках. Поштовхом було скорочення поголів'я худоби, внаслідок чого утворився надлишок соломи у 8 млн т/рік. Наразі в Польщі працюють близько 100 котлів малої потужності (~100 кВт) на соломі й більше 40 невеликих та середніх котелень в системі централізованого теплопостачання (0,5-7 МВт) [82-84]. Крім того, данська компанія DP CleanTech разом з польською компанією Polish Energy Partners (РЕР) виконує будівництво соломоспалювальної електростанції потужністю 30 МВте (Winsko). Додатковим паливом на ТЕС буде деревна тріска. Уведення електростанції до експлуатації заплановано на кінець 2014 року [85].
Треба також зазначити, що до останнього часу в Польщі гранули з соломи активно використовували на вугільних електростанціях для сумісного спалювання. Так, наприклад, лише польська компанія РЕР постачала для ТЕС 150 тис. т гранул на рік. Але у 2013 році ситуація змінилася, оскільки польський уряд скасував державну субсидію для електростанцій, що виконують сумісне спалювання вугілля з гранулами з біомаси.
В Швеції ринок соломи як палива знаходиться в процесі розвитку. Наразі в країні працює порівняно невелика кількість фермерських котлів на соломі та котлів в системі централізованого теплопостачання. Компанія Lunds Energi виконує будівництво великої ТЕЦ на біомасі (Örtofta). ТЕЦ включатиме котел 110 МВт на деревній трісці, котел 45 МВт на соломі й турбіну потужністю 53 МВте. Споживання соломи складатиме близько 80 тис. т/рік. Становлення комерційного ринку соломи в Швеції фахівці пов'язують з уведенням до експлуатації ТЕЦ Örtofta [81].
Технології виробництва енергії з соломи активно розвиваються також в Китаї. Компанія DP CleanTech в період 2006—2012 рр. впровадила в країні 34
електростанції на соломі загальною потужністю 1200 МВте. Типовим прикладом є ТЕС 30 МВте (160 тис. т соломи на рік) у Liaoyuan, що поставляє 200 ГВт∙год/рік електроенергії до національної мережі [66, 67].
Рослинні сільськогосподарські відходи широко застосовуються в Європі та Північній Америці також для виробництва твердого біопалива. Так, гранули з соломи виробляються в Литві (Baltic Straw), Великій Британії (Straw Pellets Ltd, Agripellets Ltd), Естонії (BJ TOOTMISE OÜ), Польщі (Widok Energia S.A.), Канаді (Semican), США (PowerStock); брикети з соломи — в Естонії (BaltPellet OÜ), Данії (C.F. Nielsen A/S), Канаді (Omtec), Литві (Baltic Straw) та інших країнах. Американські компанії Next Step Biofuels, Pellet Technology USA й PowerStock пропонують на ринку гранули з відходів виробництва кукурудзи на зерно.
Також солому можна використовувати як вихідну сировину для виробництва біогазу.

## Солома у народних виробах

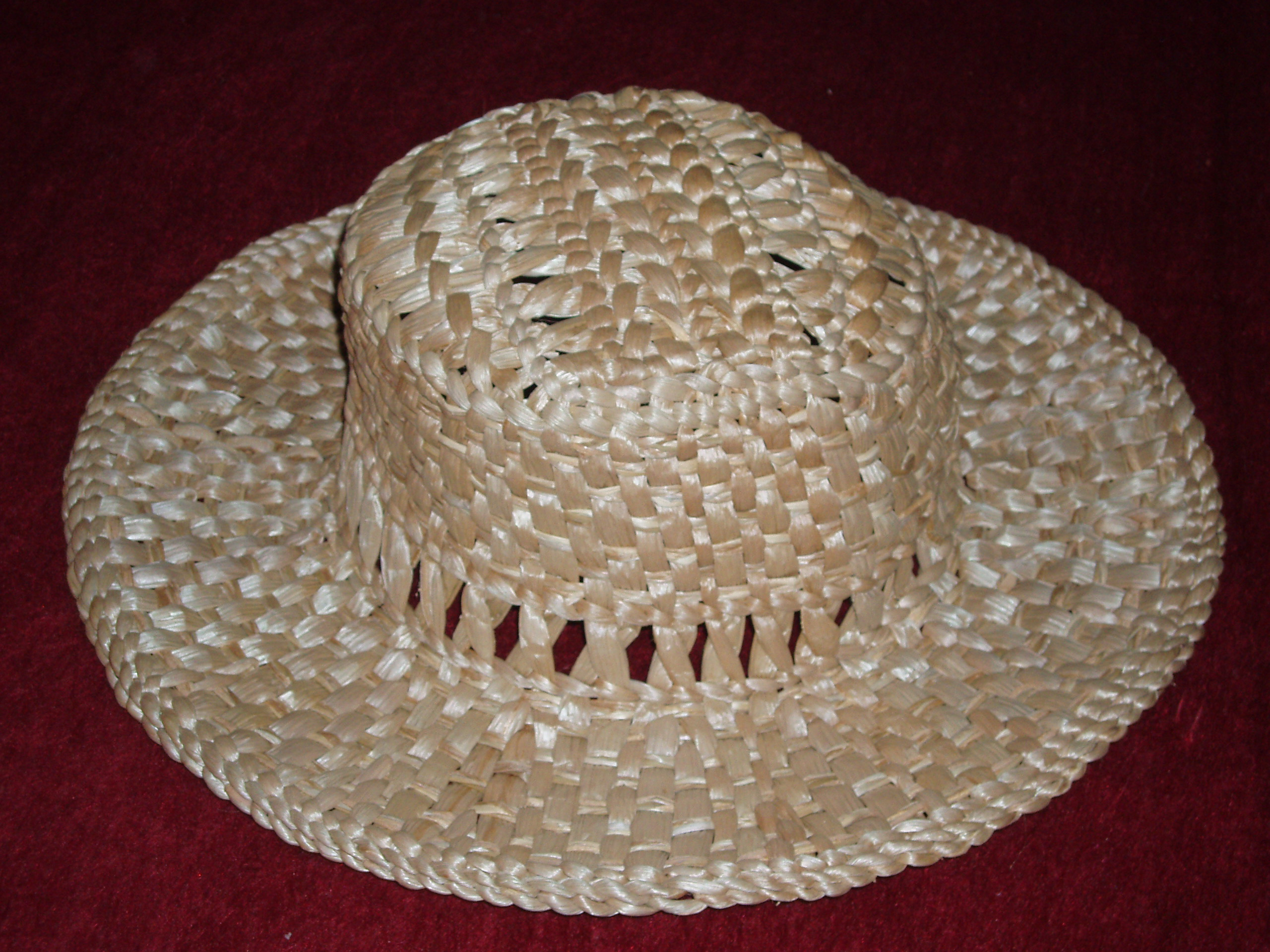
Український бриль з Сорочинського ярмарку, 2008

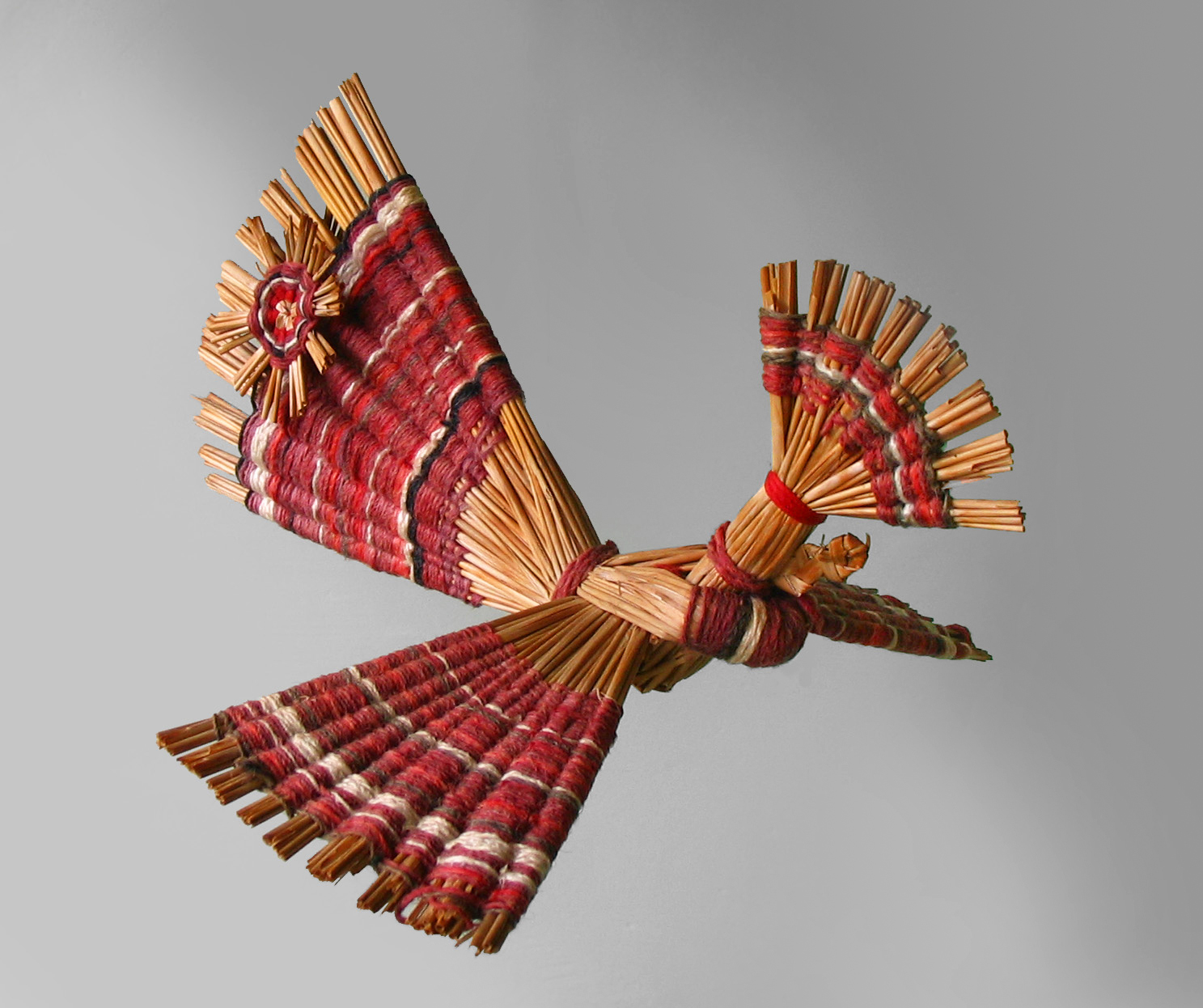
Білоруська солом'яна іграшка

З соломи в українській традиції виготовляють головні убори — брилі, жіночі капелюшки.
Бриль або солом'яний капелюх  — традиційний український сільський літній головний убір, переважно чоловічий, з плетеної соломи або очерету. Бриль плели по українських селах із житньої, пшеничної соломи або очерету, адже цей матеріал був найкращим захисником від палючого літнього сонця при роботі в полі або на левадах.
У різних народів поширені іграшки, прикраси тощо.

## Солома у казках
- Солом'яний бичок — українська народна казка про зробленого дідом бичка для баби, згодом бичок ожив та став пасткою для звірів, які його намагались кусати.
- Троє поросят — українська казка, імовірно англійського запозичення, де одне із поросят вирішило зробити ненадійний будинок із соломи.